# Supercoppa spagnola 2022 (pallacanestro maschile)
La Supercoppa spagnola 2022 è stata la 19ª Supercoppa spagnola di pallacanestro maschile, organizzata dalla ACB e la 23ª edizione in generale. È anche chiamata Supercoppa Endesa per motivi di sponsorizzazione.
Si è disputata il 24 e il 25 settembre 2022 presso il Palacio Municipal de los Deportes San Pablo di Siviglia tra i seguenti quattro club:
- Real Betis, squadra ospitante
- Real Madrid, campione di Spagna 2021-22 e vincitore della Supercoppa spagnola 2021
- Barcellona, vincitore della Copa del Rey 2022
- Joventut Badalona, semifinalista della Liga ACB 2021-2022

## Tabellone
|  | Semifinali        | Semifinali        | Semifinali |            |             | Finale      | Finale | Finale |  |
|  |                   |                   |            |            |             |             |        |        |  |
|  | Real Betis        | Real Betis        | 69         |            |             |             |        |        |  |
|  | Real Betis        | Real Betis        | 69         |            |             |             |        |        |  |
|  | Real Madrid       | Real Madrid       | 100        |            |             |             |        |        |  |
|  | Real Madrid       | Real Madrid       | 100        |            | Real Madrid | Real Madrid | 89     |        |  |
|  |                   |                   |            |            | Real Madrid | Real Madrid | 89     |        |  |
|  |                   |                   | Barcellona | Barcellona | 83          |             |        |        |  |
|  | Barcellona        | Barcellona        | Barcellona | Barcellona | 83          | 91          |        |        |  |
|  | Barcellona        | Barcellona        |            |            |             |             |        |        |  |
|  | Joventut Badalona | Joventut Badalona | 74         |            |             |             |        |        |  |

## Semifinali
| Arbitri: | Carlos Peruga Fernando Calatrava Alberto Sánchez Sixto |

| |            | |
| Johnson 14 | Punti      | 21 Musa |
| Evans, Herun, Hill, Kurucs, Pozas 2                                                                                              | Assist     | 7 Musa |
| Herun, Johnson 6 | Rimbalzi   | 9 Yabusele |
| 00 Kurucs• 2 Johnson• 11 Evans• 13 Bertāns• 52 Herun 4 Cvetković• 5 Hill• 7 Tsalmpourīs• 10 Almazán• 30 Báez• 43 Sylla• 44 Pozas | Formazioni | 1 Causeur• 8 Hanga• 14 Deck• 22 Tavares• 28 Yabusele 5 Fernández• 11 Hezonja• 13 Rodríguez• 17 Poirier• 21 Cornelie• 23 Llull• 31 Musa |
| Luis Casimiro | Allenatori | Chus Mateo |

| Arbitri: | Daniel Hierrezuelo Jordi Aliaga Martín Caballero |

| |            | |
| Laprovíttola 26 | Punti      | 14 Ellenson, Parra |
| Laprovíttola, Veselý 4 | Assist     | 5 Vives |
| Şanlı 8 | Rimbalzi   | 7 Tomić |
| 5 Şanlı• 13 Satoranský• 20 Laprovíttola• 21 Abrines• 23 Tobey 3 Paulí• 6 Veselý• 8 Martínez• 10 Kalinić• 22 Higgins• 31 Jokubaitis• 46 Nnaji | Formazioni | 9 Guy• 11 Ellenson• 16 Vives• 44 Parra• 88 Tomić 1 Kraag• 2 Busquets• 4 Ribas• 14 Ventura• 22 Feliz• 35 Birgander• 55 Maronka |
| Šarūnas Jasikevičius | Allenatori | Carles Durán |

## Finale
| Arbitri: | Daniel Hierrezuelo Antonio Conde Jordi Aliaga |

| |            | |
| Tavares 24 | Punti      | 21 Şanlı |
| Deck, Musa, Llull 3 | Assist     | 14 Laprovíttola |
| Tavares 12 | Rimbalzi   | 7 Kalinić |
| 1 Causeur• 14 Deck• 22 Tavares• 28 Yabusele• 31 Musa 5 Fernández• 11 Hezonja• 13 Rodríguez• 17 Poirier• 21 Cornelie• 23 Llull• 30 Ndiaye | Formazioni | 5 Şanlı• 8 Martínez• 13 Satoranský• 20 Laprovíttola• 23 Tobey 3 Paulí• 6 Veselý• 10 Kalinić• 21 Abrines• 24 Kuric• 31 Jokubaitis• 46 Nnaji |
| Chus Mateo | Allenatori | Šarūnas Jasikevičius |